# حیرتی تونی
فریدالدین محمد تونی معروف به حیرتی تونی از شاعران مشهور قرن دهم ه ق که در شهر تون دیده به جهان گشود. وی معاصر با شاه طهماسب صفوی بوده است.حیرتی مدتی ملازم شاه طهماسب بود و قصایدی دربارهٔ او سروده است. وی دارای غزل‌های لطیف و دلکشی است و دربارهٔ اهل بیت پیامبر اسلام، اشعار زیادی سروده است. لطف طبع او و ذوق غزل‌سرایی او در چند بیت شعر می‌توان قیاس کرد:

## زادگاه
درباره زادگاه حیرتی دربیت تذکره نیسان اختلاف زیادی وجود دارد از تون و بخارا و مرو و کاشان به عنوان زادگاه وی نام برده اند. علیشیر نوایی ارو را از تون می داند که در مرو زندگی کرده است و به حیرتی مروی مشهور شده است. 

## نمونه شعر
| گه دل از عشق بتان گه جگرم می‌سوزد   |  | عشق هر لحظه به داغ دگرم می‌سوزد  |
| همچو پروانه به شمعی سر و کارست مرا |  | که اگر پیش روم بال و پرم می‌سوزد |
| من ز خود بی‌خبر و آتش هجران در دل   |  | ره که این شعله شب بی‌خبرم می‌سوزد |

سام میرزا صفوی از معاصران حیرتی تونی در کتاب خود تحفه سامی می‌نویسد:
«ملا حیرتی مردی زیبا و خوشگذران و همواره قلندرانه می‌زیسته. وی در همه باب شعر گفته اما در منقبت بسیار کوشیده است. در اوایل جوانی بسیار لاابالی و بی قید بود و اهاجی بین او وحید قمی مشهور است.»
حیرتی در حالت مستی به سال۹۶۱ ه ق از بام منزلی در کاشان افتاد و دیده از جهان فروبست.

## آثار
- شاهنامه حیرتی تونی